# Fort Fraser
Fort Fraser est un village situé dans la province de la Colombie-Britannique, dans le centre.

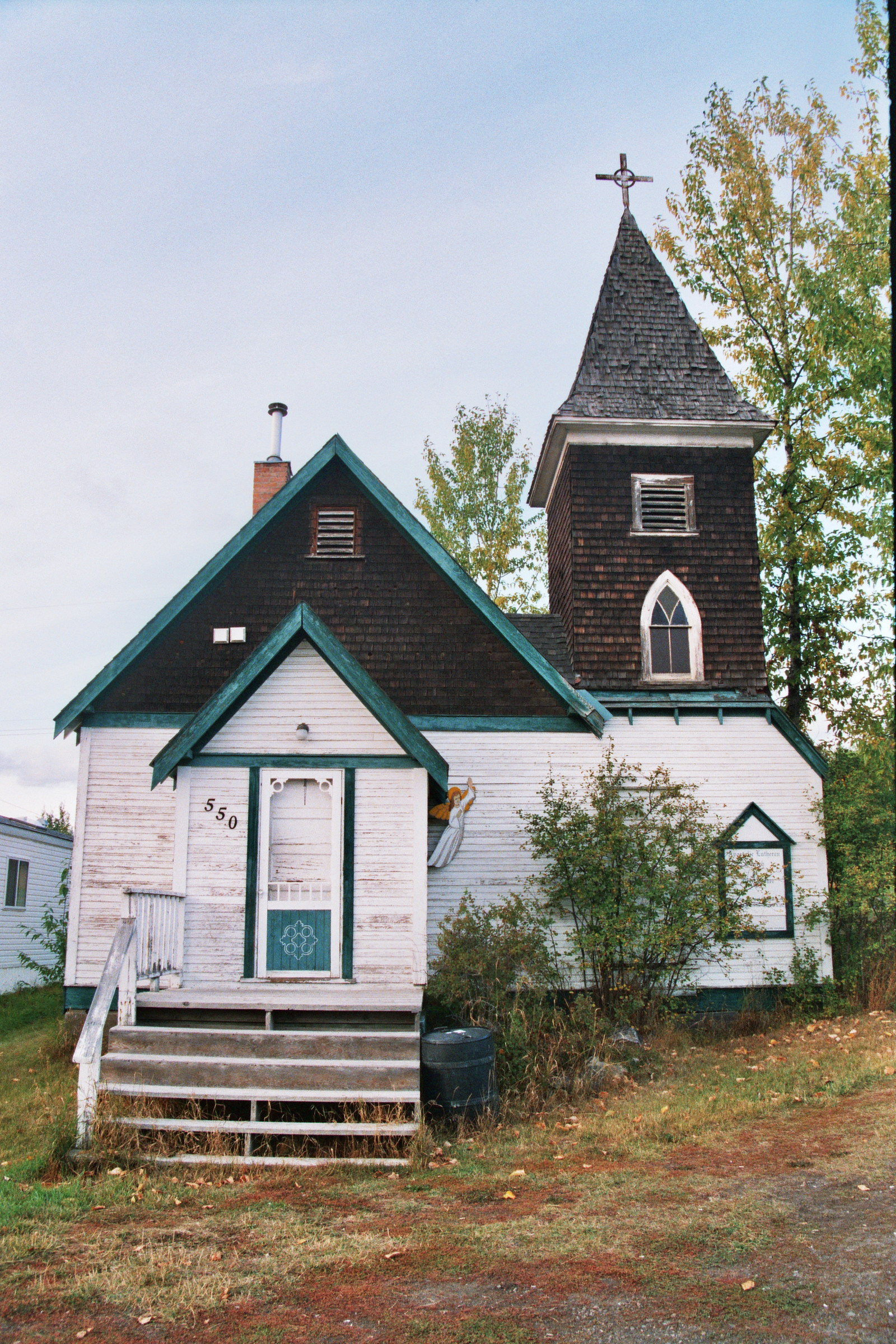
L'Église apostolique luthérienne de Fort Fraser

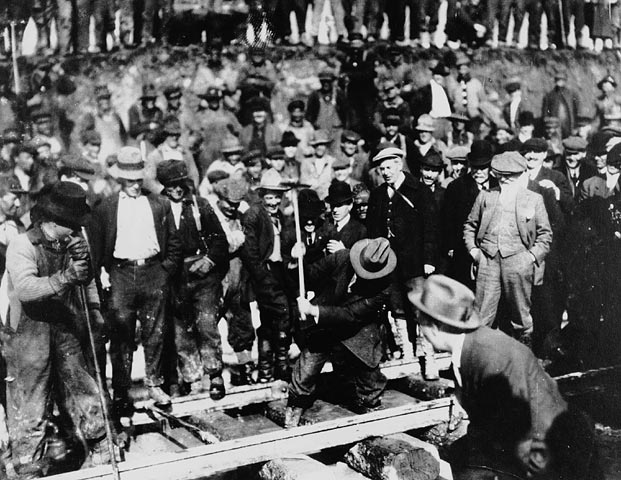
Pose du dernier crampon du Chemin de fer du Grand Trunk Pacific à Fort Fraser, le 7 avril 1914